# اکریسون پراکی
اکریسون پراکی یک گونه سوسک از خانوادهٔ سوسک‌های شاخک‌دراز و از زیرخانوادهٔ شاخک‌درازیان است. مارتینز در سال ۱۹۷۶ این گونه را توصیف و بررسی کرده است. این گونه در جنوب شرقی برزیل یافت شده است.